# كول بورتر
كول ألبرت بورتر ((بالإنجليزية: Cole Albert Porter)‏ 9 يونيو 1891 في بيرو، إنديانا - 15 أكتوبر 1964 في سانتا مونيكا، كاليفورنيا) كان ملحناً و كاتب أغاني أمريكي.

## حياته
درس كول بين عامي 1905 و1909 في أكاديمية ورسستر في ماساتشوستس. بعد تخرجه من الدراسة تحصل من جده جامس عمر كول على جولة أوروبية كهدية إليه. بعد دخول الولايات المتحدة في الحرب العالمية الأولى في خريف عام 1917 سافر كول كمتطوع لأحد منظمات المساعدات الأمريكية إلى فرنسا. بعد انتهاء الحرب عام 1918 بقي في باريس وزار هناك معهد الموسيقى الخاص شولا سانتوروم

## روابط خارجية
- كول بورتر على موقع IMDb (الإنجليزية)
- كول بورتر على موقع الموسوعة البريطانية (الإنجليزية)
- كول بورتر على موقع مونزينجر (الألمانية)
- كول بورتر على موقع ميوزك برينز (الإنجليزية)
- كول بورتر على موقع تيرنر كلاسيك موفيز (الإنجليزية)
- كول بورتر على موقع قاعدة بيانات برودواي على الإنترنت (الإنجليزية)
- كول بورتر على موقع إن إن دي بي (الإنجليزية)
- كول بورتر على موقع أول ميوزيك (الإنجليزية)
- كول بورتر على موقع ديسكوغز (الإنجليزية)
- كول بورتر على موقع قاعدة بيانات الفيلم (الإنجليزية)